# Ricardo García García
Ricardo García García (Lima, 13 de março de 1955) é um clérigo católico romano peruano e bispo prelado da Prelazia Territorial de Yauyos desde 2004.

## Biografia
Ricardo García García foi o segundo dos oito filhos do arquiteto Julio García-Baudouin e Leonor García Quiñones. Estudou em Lima no Colégio Champagnat (1960-1971) e obteve o título de Engenheiro Industrial pela Universidade de Piura em 1979. Ele completou seus estudos filosóficos e teológicos institucionais no Studium Generale da Prelazia do Opus Dei no Peru, antes de prosseguir para a Pontifícia Universidade da Santa Cruz, em Roma, nos anos de 1981-1983. Em seguida, obteve o Doutorado em Teologia pela Universidade de Navarra, na Espanha, em 1985. Recebeu a ordenação sacerdotal em 12 de junho de 1983 por João Paulo II e foi incardinado na prelazia pessoal do Opus Dei, jurisdição na qual está inscrito como Numerário desde 20 de setembro de 1974.
Após sua ordenação, ocupou os seguintes cargos: Capelão da Residência Universitária Tangará em Piura, Capelão do Centro Cultural Universitário Tradiciones y Saetas em Lima, Capelão do Colégio Alpamayo em Lima e Diretor do Centro da Sociedade Sacerdotal da Santa Cruz para Lima e Huancavelica e, finalmente, Diretor do Centro da Sociedade da Santa Cruz para Abancay, Cusco e Arequipa. Foi professor de Teologia Moral na Universidade de Piura e no Studium Generale do Opus Dei. Ele também se dedicou à assistência espiritual e pregou retiros para padres em diversas dioceses dos Andes Central e Meridional. Entre 2000 e 2005, colaborou na direção espiritual do Seminário São Jerônimo de Arequipa, cidade onde viveu até sua nomeação episcopal.
Em 12 de outubro de 2004, foi nomeado Prelado de Yauyos pelo Papa João Paulo II. Foi ordenado bispo em 4 de dezembro daquele ano, por Dom Juan Luis Cardeal Cipriani Thorne, Arcebispo de Lima; os principais co-consagradores foram Dom Rino Passigato, núncio apostólico no Peru, e Dom Juan Antonio Ugarte Pérez, Arcebispo de Cuzco. Tomou posse canônica em 4 de dezembro de 2005, no Santuário “Mãe do Belo Amor” em Cañete.
Em janeiro de 2022, o Bispo García foi eleito pelos Bispos do Peru como Presidente da Comissão Episcopal para a Educação, Cultura e Patrimônio Cultural.